# Applåd

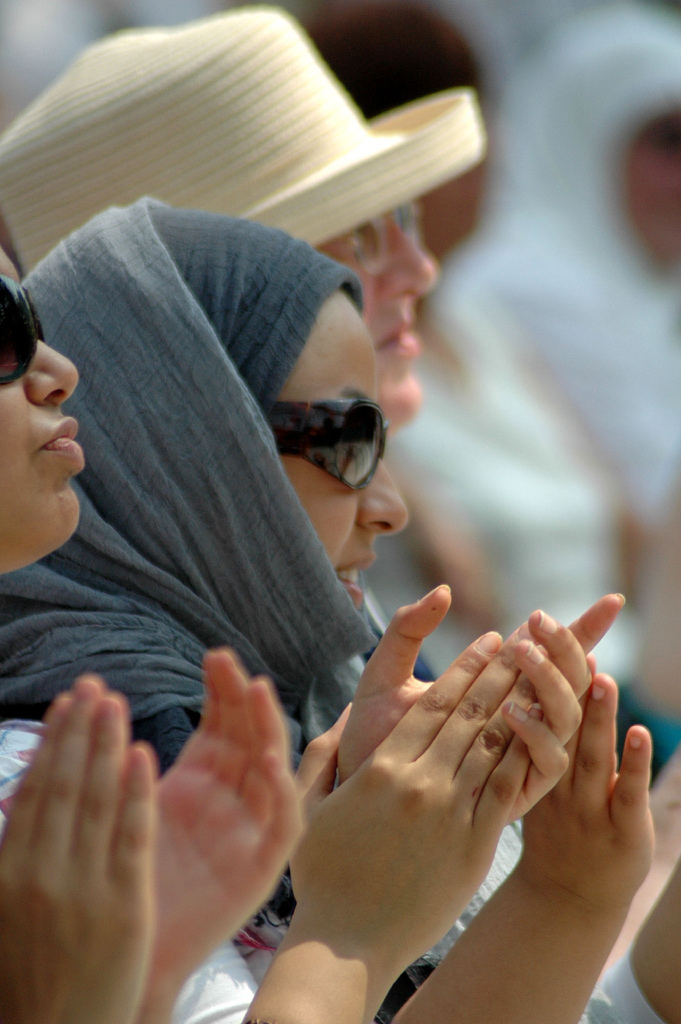
En publik som applåderar.

Applåder är ett sätt att uttrycka gillande genom att klappa i händerna. 
Applåder används när en publik eller åhörare vill visa uppskattning/gillande av en prestation eller uttalande. Ibland förstärks applåderna genom att publiken ropar, skanderar lovord, ställer sig upp (stående ovationer) eller stampar med fötterna. Ett alternativ till applåder om publiken sitter till bords är att man klappar eller bankar med händerna i bordet. Detta kan dock uppfattas som ohyfsat i finare sammanhang.
På teckenspråk används ofta istället en visuell applåd där händerna hålls upp i luften i axelhöjd och roteras fram och tillbaka.

## Historia
Seden att applådera är förmodligen uråldrig, och är känd sedan antiken. Kejsar Nero lät till exempel sig hyllas av applåder när han läst sina egna dikter, och han kunde också kalla in lejda applåderare till uppläsningarna.
I svenskan finns ordet dokumenterat i formen "applause" år 1674, men formen "applåd" användes först under 1840-talet.